# بسیار عالی آقای داندی
 آقا داندیِ بسیار عالی (به انگلیسی: The Very Excellent Mr. Dundee) فیلمی محصول سال ۲۰۲۰ و به کارگردانی دین مورفی است. در این فیلم بازیگرانی همچون پل هوگان، چوی چیس، جان کلیز، الیویا نیوتن-جان، کری آرمسترانگ، شین جاکوبسون، رجینالد ول‌جانسون، وین نایت و جیکوب الوردی ایفای نقش کرده‌اند.

## داستان
پل هوگان استرالیایی، بازیگر نقش «کروکودیل دانـدی»، دهه‌هاست که بازنشسته و با آرامش در برنتوود کالیفرنیا زندگی می‌کند. اما به‌ناچار، با تماس نماینده‌اش دوباره وارد کانون توجه می‌شود؛ نماینده‌اش به او می‌گوید ملکه قصد دارد به‌پاس خدماتش به کمدی، نشان شوالیه به او اعطا کند.
پل در جلسه‌ای با یک شرکت تولید مدرن و جوان شرکت می‌کند که می‌خواهد نسخه‌ای بازسازی‌شده از فیلم «کروکودیل دانـدی» بسازد و در آن ویل اسمیت را به‌عنوان پسر دانـدی معرفی کند. وقتی پل به این نکته بدیهی اشاره می‌کند که این بازیگر چون آفریقایی‌تبار است، منطقی نیست نقش پسر او را بازی کند ــ زیرا هم او و هم بازیگر نقش مقابلش سفیدپوست‌اند ــ فوراً به نژادپرستی متهم می‌شود.
او تلاش می‌کند به زندگی آرامش در خانه، همراه پسرش «چیس»، حل جدول روزانه، وقت‌گذرانی با سگش و تماس‌های منظم با نوهٔ ۱۰ ساله‌اش «لوسی» در سیدنی بازگردد.
در بازدید از محوطهٔ استودیوهای هالیوود، پل با دوست قدیمی‌اش «رجی» دیدار می‌کند و از اینکه استودیو با کوچک‌ترین انتقادی فوراً او را نژادپرست خوانده، گلایه می‌کند. سپس به «اولیویا نیوتن-جان»، بازیگر استرالیایی برمی‌خورند که از او دعوت می‌کند تا در مراسم خیریه‌ای چهارشنبه آینده شرکت کند؛ جایی که قرار است با جان تراولتا یک دوئت از فیلم گریس اجرا کند.
در راه بازگشت به خانه، پل از رفتار زشت یک بدل‌کار نقش دانـدی در بلوار هالیوود انتقاد می‌کند. آن مرد در واکنش، گروهی بچه با لباس مبدل را به جان پل می‌اندازد. بسیاری از رهگذران از صحنه عکس می‌گیرند و تصاویر به تلویزیون می‌رسد؛ جایی که پل به‌اشتباه به‌عنوان فرد مهاجم معرفی می‌شود.
پل به صراحت می‌گوید علاقه‌ای به دریافت نشان شوالیه ندارد و با ناراحتی نماینده‌اش، آن را رد می‌کند. اما به‌محض لغو این افتخار، نوه‌اش لوسی تماس می‌گیرد؛ او با هیجان به دوستانش گفته بود پدربزرگش نشان شوالیه گرفته، اما آن‌ها باور نکرده و به او خندیده‌اند. پل درمی‌یابد باید برای حفظ آبروی نوه‌اش، نشان را بگیرد. پس با اصرار از نماینده‌اش می‌خواهد موضوع را دوباره پیگیری کند و او هم با اکراه با کاخ سلطنتی تماس می‌گیرد و روند اعطای نشان را از سر می‌گیرد.
در حالی‌که پل همواره تلاش می‌کند کار درست را انجام دهد و شهرت از‌دست‌رفته‌اش را بازیابد، پیوسته دچار سوءتفاهم می‌شود و به‌نظر می‌رسد زندگی بر ضد اوست. در مسیر رفتن به مراسم خیریهٔ «گریس»، جایی که باید به‌جای جان تراولتای غایب با اولیویا هم‌خوانی کند، به اشتباه وارد مراسمی مخصوص اجراکنندگان سیاه‌پوست می‌شود و سپس طرفداران سرسخت «گریس» را خشمگین می‌کند. یکی از آن‌ها بطری‌ای به سمتش پرتاب می‌کند و پل بطری را برمی‌گرداند، اما به‌طور تصادفی به یک راهبه برخورد می‌کند و او را بیهوش می‌کند.
رسانه‌ها با ولع، هر روز داستانی منفی از پل منتشر می‌کنند و او به سوژهٔ اصلی برنامه‌های طنز شبانه بدل می‌شود. زندگی ساده‌اش به کابوسی بدل شده که در آن حتی نمی‌تواند بی‌دردسر در انظار عمومی ظاهر شود.
پل خود را در اتومبیل یک عکاس پاپاراتزی معمولی همراه با جان کلیز می‌یابد که در کمال شگفتی، رانندهٔ اوبر شده است. جان کلیز به‌دلیل نداشتن گواهی‌نامه و مالک نبودن خودرو، از پلیس فرار می‌کند، آن‌ها را جلوی خانهٔ پل رها می‌کند، خودرو را ول می‌کند و می‌گریزد. تعقیب‌وگریز از تلویزیون پخش می‌شود و صحنهٔ دستگیری پل و عکاس به‌صورت زنده پخش می‌گردد.
در آستانهٔ اعطای نشان شوالیه، پل با جلوگیری از سرقت خودرو، آبروی از‌دست‌رفته‌اش را بازمی‌یابد. نماینده‌اش بدون او به انگلستان می‌رود و به‌نمایندگی از پل، نشان را دریافت می‌کند. در پایان، پل از خانه‌اش در لس‌آنجلس خارج شده، به استرالیا بازمی‌گردد تا به نوه‌اش نزدیک باشد و با یکی از دوستان اولیویا وارد رابطه می‌شود.